# Теодорос Хацітеодору
Теодорос Хацітеодору (1 січня 1976) — грецький ватерполіст.
Учасник Олімпійських Ігор 1996, 2000, 2004, 2012 років.
Призер Чемпіонату світу з водних видів спорту 2005 року.